# Tyrrell 006
El Tyrrell 006 fue un monoplaza de Fórmula 1 diseñado y construido por Tyrrell Racing. Se introdujo a finales de 1972. En manos de Jackie Stewart ganó el Campeonato de Pilotos de 1973, su tercer y último título. El coche compitió por primera vez en el Gran Premio de Canadá de 1972 con el compañero de equipo y protegido de Stewart, François Cevert al volante. El 006 era una versión muy ligeramente modificada del monoplaza anterior, el Tyrrell 005, pero en cambio fueron los primeros modelos construidos por Tyrrell que se replicaron, el número 006 se convirtió en modelo, en lugar de número de chasis; los Tyrrell anteriores eran construcciones únicas. En total, se construyeron tres chasis Tyrrell 006: 006; 006/2; y 006/3. El modelo 006 fue gradualmente eliminado en la primera parte de la temporada 1974 cuando el equipo construyó el siguiente, el Tyrrell 007.

## Historia

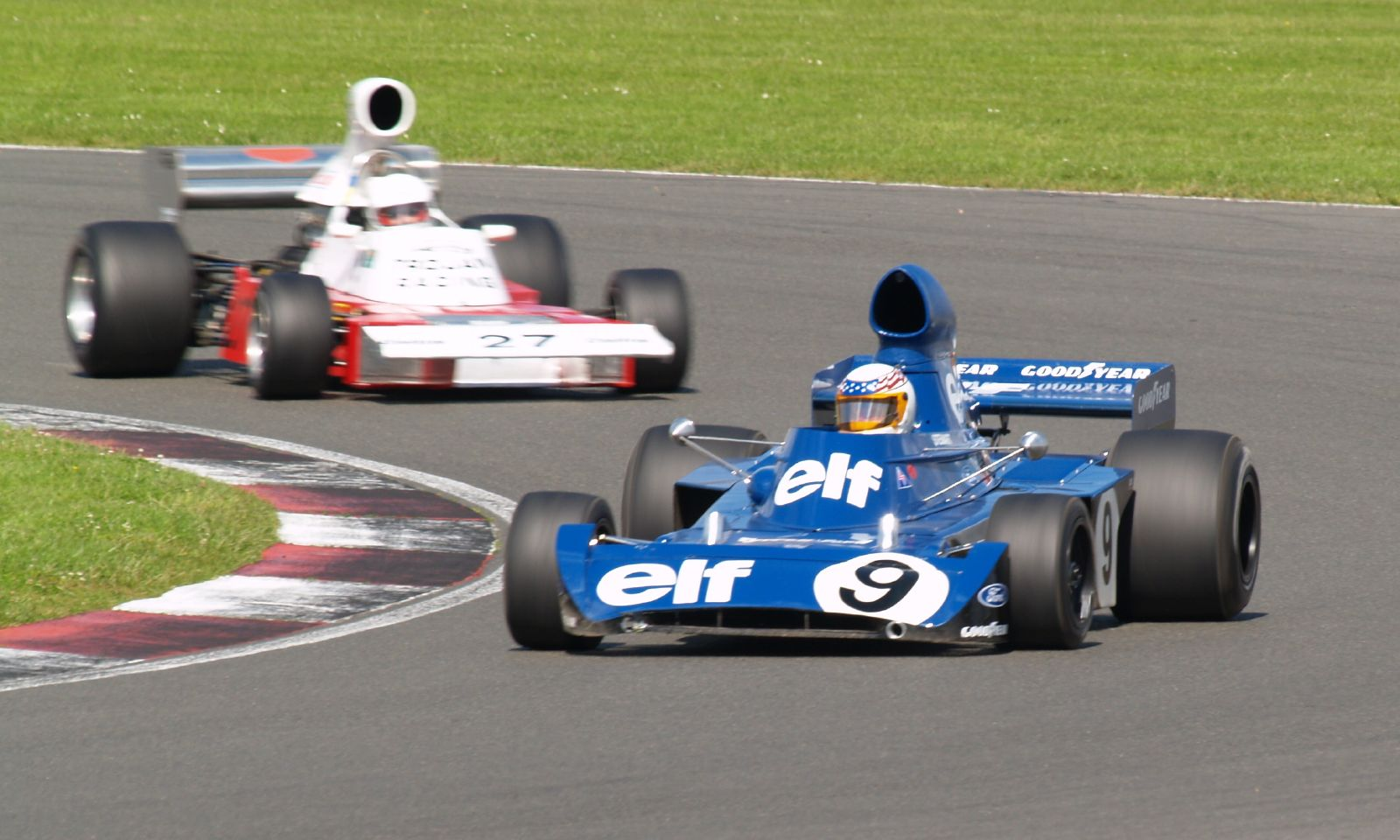
El Tyrrell 006 en Silverstone, 2007.

El 006 fue construido para François Cevert para reemplazar el chasis 002, mientras que el actual 005 fue retenido por Jackie Stewart para las carreras finales de 1972. Stewart continuó usando el 005 para las dos primeras carreras de 1973, mientras que el 006/2 estaba en construcción y llevó al monoplaza a su primera victoria, en el Gran Premio de Sudáfrica de 1973. Al completar el 006/2, el 005 se redujo a tareas de prueba y se observó a menudo en sesiones de práctica adornadas con partes experimentales y de copiado. Los pilotos conservaron sus respectivos chasis durante la mayoría de las carreras restantes de 1973, Stewart anotó cinco victorias en su camino hacia el título del Campeonato de Pilotos mientras que Cevert también tuvo varios finales en el podio, pero la temporada fue muy reñida y Tyrrell (82 puntos) fue derrotado por Lotus (92 puntos) en el título de constructores. El francés dañó el 006 en una colisión durante el Gran Premio de Canadá, y se construyó un nuevo chasis, el 006/3 para su uso en la siguiente carrera. Fue en el único aspecto del 006/3 que Cevert resultó fatalmente herido, cuando se estrelló durante la práctica de la última carrera de la temporada en el Gran Premio de los Estados Unidos de 1973. Después del accidente de Cevert, un devastado Stewart condujo el 006/2 alrededor del Circuito de Watkins Glen una vez más, en un intento por comprender lo que le había sucedido al francés, estacionó el coche y se alejó de la Fórmula 1.
El 006/2 superviviente se utilizó para las primeras carreras de la temporada 1974. Jody Scheckter condujo en Argentina, Brasil y Sudáfrica y Patrick Depailler usó el 006/2 como un retroceso después de desgloses de clasificación en España, Mónaco y Francia. Después de Francia, Tyrrell retiró el modelo 006 a favor del nuevo Tyrrell 007.

## Resultados

### Fórmula 1
(Clave) (negrita indica pole position) (cursiva indica vuelta rápida)

| Año  | Motor             | Neu. | Piloto            | 1   | 2   | 3   | 4   | 5   | 6   | 7   | 8   | 9   | 10  | 11  | 12  | 13  | 14  | 15  | Puntos | Pos. |
| ---- | ----------------- | ---- | ----------------- | --- | --- | --- | --- | --- | --- | --- | --- | --- | --- | --- | --- | --- | --- | --- | ------ | ---- |
| 1972 | Ford-Cosworth DFV | G    |                   | ARG | RSA | ESP | MON | BEL | FRA | GBR | GER | AUT | ITA | CAN | USA |     |     |     | 51*    | 2º   |
| 1972 | Ford-Cosworth DFV | G    | François Cevert   |     |     |     |     |     |     |     |     |     |     | Ret | 2   |     |     |     | 51*    | 2º   |
| 1973 | Ford-Cosworth DFV | G    |                   | ARG | BRA | RSA | ESP | BEL | MON | SUE | FRA | GBR | NED | GER | AUT | ITA | CAN | USA | 82*    | 2º   |
| 1973 | Ford-Cosworth DFV | G    | Jackie Stewart    |     |     | 1   | Ret | 1   | 1   | 5   | 4   | 10  | 1   | 1   | 2   | 4   | 5   | DNS | 82*    | 2º   |
| 1973 | Ford-Cosworth DFV | G    | François Cevert   | 2   | 10  |     | 2   | 2   | 4   | 3   | 2   | 5   | 2   | 2   | Ret | 5   | Ret | DNS | 82*    | 2º   |
| 1974 | Ford-Cosworth DFV | G    |                   | ARG | BRA | RSA | ESP | BEL | MON | SUE | NED | FRA | GBR | GER | AUT | ITA | CAN | USA | 52*    | 3º   |
| 1974 | Ford-Cosworth DFV | G    | Jody Scheckter    | Ret | 13  | 8   |     |     |     |     |     |     |     |     |     |     |     |     | 52*    | 3º   |
| 1974 | Ford-Cosworth DFV | G    | Patrick Depailler |     |     |     | 8   |     | 9   |     |     | 8   |     |     |     |     |     |     | 52*    | 3º   |

- *Ningún punto obtenido con el 006; pero los 51 puntos fueron obtenidos con el 002, 003, 004 y 005.

- *76 puntos obtenidos con el 006; los otros 6 fueron obtenidos con el 005.

- *Ningún punto obtenido con el 006; pero los 52 puntos fueron obtenidos con el 005 y 007.

- [1]